# اسپیتاکاسار
اسپیتاکاسار (ارمنی: Սպիտակասար) (به معنی کوه سفید) کوهی که در مرز مشترک استان‌های گغارکونیک، کوتایک و آرارات در کشور ارمنستان واقع شده است و ۳٬۵۵۵ متر از سطح دریا ارتفاع دارد. اسپیتاکاسار در رشته‌کوه گقام قرار دارد.

## نگارخانه

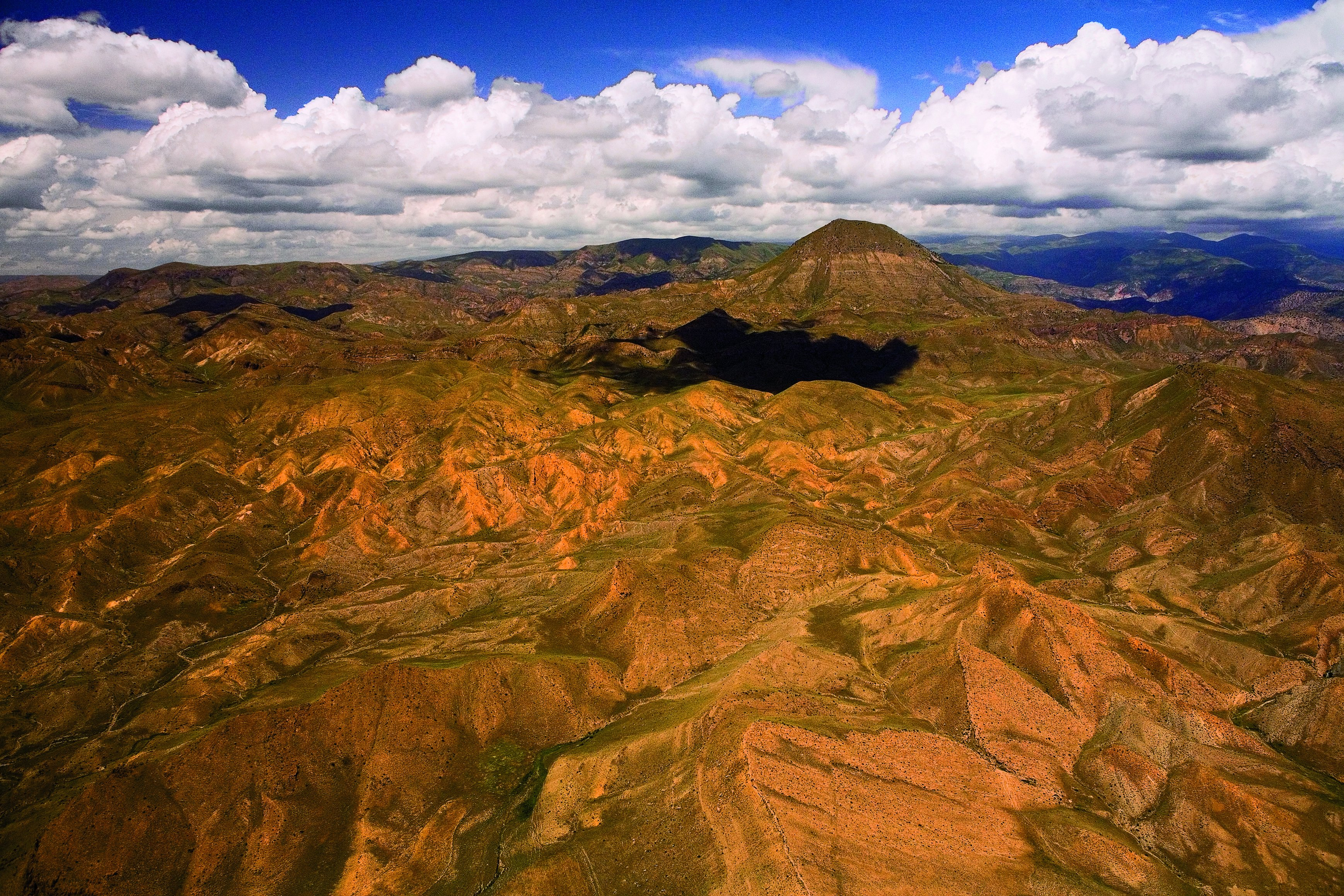
رشته‌کوه گغاما